# Psicotecnia
La psicotecnia o sicotecnia es una de las ramas más nuevas de la psicología aplicada.
Se caracteriza por la gran relevancia que ha ido adquiriendo a partir de los trabajos del profesor Münsterberg de la universidad de Harvard, en 1911.
Münsterberg la definió como: La ciencia de la aplicación práctica de la psicología puesta al servicio de los problemas culturales.
Estas evaluaciones, también se ejecutaron durante la Primera Guerra Mundial, considerando la alta cantidad de pérdidas de vidas por fallas humanas en la conducción de vehículos de combate tales como: aviones, tanques, buques.
Debido a la alta accidentabilidad en que incurrían estos vehículos, surge la necesidad de saber qué influencia tenía el factor humano en estos hechos. Para ello, se realizaron estudios científicos para medir las aptitudes de los conductores, para lo cual se planteó la necesidad de realizar exámenes psicotécnicos, con instrumentos creados por profesionales del área, tales como: oftalmólogos, psicólogos, fonoaudiólogos, ingenieros, etc, para medir capacidades psicofísicas tales como: visión, audición, reacción, coordinación, etc.; exámenes psicotécnicos fundamentales para seleccionar a los seres humanos con mejores aptitudes en la conducción de vehículos motorizados.
La psicotecnia es lo más nuevo de la psicología, a grandes rasgos va muy ligada al campo formativo

## Psicotecnia laboral
En el ámbito laboral las pruebas psicotécnicas son parte del desarrollo de selección de personal y son una herramienta en la que los empleadores tienen la posibilidad de evaluar el intelecto, habilidades y personalidad de las personas interesadas en el puesto de trabajo. La psicometría le permite a las empresas medir la capacidad de los candidatos para un puesto en particular apoyado en las características de la personalidad y las aptitudes requeridas por la organización. Las organizaciones que utilizan pruebas psicotécnicas para seleccionar personal, por lo regular son organizaciones de servicios profesionales y expertos.